# 中村力斗
中村 力斗（なかむら りきと）は、日本の漫画家、漫画原作者。

## 来歴
2013年、宇都宮メディア・アーツ専門学校まんがアート科在学中に第13回漫画アクション新人賞奨励賞受賞。2014年同校卒業。同年、月刊ガンガンJOKER新人マンガ賞奨励賞受賞。同誌4月号の読み切り作品『シークレット ラブ スクーリー』でデビュー。なお、同作のアンケート結果は最下位となるが、その鮮烈で通好みなギャグの描き振りに「気になる」と言う読者が続出し、無念のアンケート結果にもかかわらず同誌公式漫画サイトである『ガンガンJOKERおまけ』での異例の連載決定となり、同作は初の連載作品ともなった。
2019年12月より「週刊ヤングジャンプ」で連載されている『君のことが大大大大大好きな100人の彼女』（作画：野澤ゆき子）の原作を担当している。作画担当の野澤から「普通の話を作らないぜという強い意思を感じます。」と評されている。

## 作品リスト
- 『シークレット ラブ スクーリー』スクウェア・エニックス〈ガンガンコミックスJOKER〉全1巻（『月刊ガンガンJOKER』2015年）
- 『少女Aの悲劇』講談社〈少年マガジンコミックス〉全2巻（漫画：あさの、『マンガボックス』2016年第40号 - 2017年第28号） - 原作担当。
- 『ヘッポコ勇者に戦略を』講談社〈少年マガジンコミックス〉全3巻（漫画：悪介、『マガジンポケット』、2017年40号 - 2018年25号） - 原作担当。
- 『超能力少女も手に負えない！』講談社〈少年マガジンコミックス〉全2巻（『別冊少年マガジン』2017年12月号[7] - 2018年10月号[8]）
- 天子ちゃんの天界道具（『週刊ヤングジャンプ』2019年51号）
- 『君のことが大大大大大好きな100人の彼女』集英社〈ヤングジャンプ コミックス〉既刊22巻（作画：野澤ゆき子、『週刊ヤングジャンプ』2020年4・5合併号[5] - 連載中） - 原作担当。